# Nyborg–Ringe–Faaborg Banen
| Bahnhof Katterød |                       |                                                          |                                                          |
| Nyborg–Ringe–Faaborg Banen |                       |                                                          |                                                          |
| Streckenlänge: | 55,8 km               |                                                          |                                                          |
| Spurweite: | 1435 mm (Normalspur)  |                                                          |                                                          |
| Maximale Neigung: | 10 ‰                  |                                                          |                                                          |
| Streckengeschwindigkeit: | Ringe–Faaborg 75 km/h |                                                          |                                                          |
| |                       |                                                          |                                                          |
| Betriebsstellen und Strecken |                       |                                                          |                                                          |
| \| \| \| von Nyborg Færge (bis 1998) \| \| \| \| \| von Slipshavn \| \| \| \| \| Bahnstrecke Svendborg–Nyborg von Svendborg \| \| \| \| 26,4 \| Nyborg H \| Nyborg H \| \| \| \| von Fredericia (seit 1998) \| \| \| \| \| nach Odense \| \| \| \| \| Ladegårdsåen \| \| \| \| 21,4 \| Lamdrup (Kreuzungsgleis 250 m) \| Lamdrup (Kreuzungsgleis 250 m) \| \| \| \| Kiesgrube \| \| \| \| 16,4 \| Refsvindinge (Kreuzungsgleis 240 m) \| Refsvindinge (Kreuzungsgleis 240 m) \| \| \| 13,8 \| Ørbæk \| Ørbæk \| \| \| 9,8 \| Ellested \| Ellested \| \| \| 6,2 \| Fjellerup \| Fjellerup \| \| \| 4,1 \| Ryslinge \| Ryslinge \| \| \| \| Bahnstrecke Odense–Svendborg von Odense \| \| \| \| 0,0 \| Ringe \| Ringe \| \| \| \| Bahnstrecke Odense–Svendborg nach Svendborg \| \| \| \| 3,1 \| Boltinggård (1929) \| Boltinggård (1929) \| \| \| 6,6 \| Espe (1883) \| Espe (1883) \| \| \| 10,8 \| Højrup \| Højrup \| \| \| 13,6 \| Hågerup (1. Oktober 1882) \| Hågerup (1. Oktober 1882) \| \| \| 16,9 \| Korinth \| Korinth \| \| \| 20,3 \| Grønderup (1. Oktober 1882) \| Grønderup (1. Oktober 1882) \| \| \| 22,6 \| Pejrup (früher Bhf., Bedarfshaltestelle der Museumsbahn) \| Pejrup (früher Bhf., Bedarfshaltestelle der Museumsbahn) \| \| \| \| Bahnstrecke Svendborg–Faaborg von Svendborg \| \| \| \| 25,1 \| Katterød (Juli 1883, Bhf. von 1916 bis 1954) \| Katterød (Juli 1883, Bhf. von 1916 bis 1954) \| \| \| \| Lucienhøj (Bedarfshaltestelle der Museumsbahn) \| \| \| \| \| Horseløkke (Bedarfshaltestelle der Museumsbahn) \| \| \| \| 25,9 \| Werkstatt / Bahnhof der Syd Fyenske Veteranjernbane \| Werkstatt / Bahnhof der Syd Fyenske Veteranjernbane \| \| \| 29,4 \| Faaborg \| Faaborg \| \| \| \| Bahnstrecke Odense–Nørre Broby–Faaborg nach Fruens Bøge \| \| |                       |                                                          |                                                          |
| Strecke (außer Betrieb) |                       | von Nyborg Færge (bis 1998)                              | von Nyborg Færge (bis 1998)                              |
| Abzweig geradeaus und von rechts (Strecke außer Betrieb) |                       | von Slipshavn                                            | von Slipshavn                                            |
| Abzweig geradeaus und von links (Strecke außer Betrieb) |                       | Bahnstrecke Svendborg–Nyborg von Svendborg               | Bahnstrecke Svendborg–Nyborg von Svendborg               |
| Bahnhof (Strecke außer Betrieb) | 26,4                  | Nyborg H                                                 | Nyborg H                                                 |
| Abzweig ehemals geradeaus und von rechts |                       | von Fredericia (seit 1998)                               | von Fredericia (seit 1998)                               |
| Abzweig ehemals geradeaus und nach rechts |                       | nach Odense                                              | nach Odense                                              |
| Brücke über Wasserlauf (Strecke außer Betrieb) |                       | Ladegårdsåen                                             | Ladegårdsåen                                             |
| Bahnhof (Strecke außer Betrieb) | 21,4                  | Lamdrup (Kreuzungsgleis 250 m)                           | Lamdrup (Kreuzungsgleis 250 m)                           |
| Abzweig geradeaus und von rechts (Strecke außer Betrieb) |                       | Kiesgrube                                                | Kiesgrube                                                |
| Bahnhof (Strecke außer Betrieb) | 16,4                  | Refsvindinge (Kreuzungsgleis 240 m)                      | Refsvindinge (Kreuzungsgleis 240 m)                      |
| Bahnhof (Strecke außer Betrieb) | 13,8                  | Ørbæk                                                    | Ørbæk                                                    |
| Bahnhof (Strecke außer Betrieb) | 9,8                   | Ellested                                                 | Ellested                                                 |
| Bahnhof (Strecke außer Betrieb) | 6,2                   | Fjellerup                                                | Fjellerup                                                |
| Bahnhof (Strecke außer Betrieb) | 4,1                   | Ryslinge                                                 | Ryslinge                                                 |
| Abzweig ehemals geradeaus und von rechts |                       | Bahnstrecke Odense–Svendborg von Odense                  | Bahnstrecke Odense–Svendborg von Odense                  |
| Bahnhof | 0,0                   | Ringe                                                    | Ringe                                                    |
| Abzweig ehemals geradeaus und nach links |                       | Bahnstrecke Odense–Svendborg nach Svendborg              | Bahnstrecke Odense–Svendborg nach Svendborg              |
| Haltepunkt / Haltestelle (Strecke außer Betrieb) | 3,1                   | Boltinggård (1929)                                       | Boltinggård (1929)                                       |
| Bahnhof (Strecke außer Betrieb) | 6,6                   | Espe (1883)                                              | Espe (1883)                                              |
| Bahnhof (Strecke außer Betrieb) | 10,8                  | Højrup                                                   | Højrup                                                   |
| Haltepunkt / Haltestelle (Strecke außer Betrieb) | 13,6                  | Hågerup (1. Oktober 1882)                                | Hågerup (1. Oktober 1882)                                |
| Kopfbahnhof Strecke bis hier außer Betrieb | 16,9                  | Korinth                                                  | Korinth                                                  |
| Haltepunkt / Haltestelle | 20,3                  | Grønderup (1. Oktober 1882)                              | Grønderup (1. Oktober 1882)                              |
| Haltepunkt / Haltestelle | 22,6                  | Pejrup (früher Bhf., Bedarfshaltestelle der Museumsbahn) | Pejrup (früher Bhf., Bedarfshaltestelle der Museumsbahn) |
| Abzweig geradeaus und ehemals von links |                       | Bahnstrecke Svendborg–Faaborg von Svendborg              | Bahnstrecke Svendborg–Faaborg von Svendborg              |
| Haltepunkt / Haltestelle | 25,1                  | Katterød (Juli 1883, Bhf. von 1916 bis 1954)             | Katterød (Juli 1883, Bhf. von 1916 bis 1954)             |
| Haltepunkt / Haltestelle |                       | Lucienhøj (Bedarfshaltestelle der Museumsbahn)           | Lucienhøj (Bedarfshaltestelle der Museumsbahn)           |
| Haltepunkt / Haltestelle |                       | Horseløkke (Bedarfshaltestelle der Museumsbahn)          | Horseløkke (Bedarfshaltestelle der Museumsbahn)          |
| Kopfbahnhof Strecke ab hier außer Betrieb | 25,9                  | Werkstatt / Bahnhof der Syd Fyenske Veteranjernbane      | Werkstatt / Bahnhof der Syd Fyenske Veteranjernbane      |
| Bahnhof (Strecke außer Betrieb) | 29,4                  | Faaborg                                                  | Faaborg                                                  |
| Strecke (außer Betrieb) |                       | Bahnstrecke Odense–Nørre Broby–Faaborg nach Fruens Bøge  | Bahnstrecke Odense–Nørre Broby–Faaborg nach Fruens Bøge  |

Nyborg–Ringe–Faaborg Banen war eine private dänische Eisenbahngesellschaft. Sie betrieb ab dem 1. September 1897 eine Bahnstrecke zwischen Nyborg und Faaborg über Ringe auf der Insel Fünen.

## Geschichte
Nyborg–Ringe–Faaborg Banen war ein Zusammenschluss zweier Bahngesellschaften, die zwischen 1882 und 1897 die Gesamtstrecke erbaut hatten.

### Ringe–Faaborg Banen (RFB)
Die Gesellschaft Ringe–Faaborg Banen (RFB) erbaute den Streckenabschnitt zwischen Ringe und Faaborg.
Während die Bahnstrecke Odense–Svendborg bereits im Bau war, entstanden in der Hafenstadt Faaborg Pläne, diese Stadt an das Eisenbahnnetz des Landes anzuschließen. Verschiedene Vorschläge wurden dazu entwickelt. Mit dem Eisenbahngesetz vom 16. Juni 1879 genehmigte die Regierung die Errichtung einer Bahnstrecke von Ringe nach Faaborg auf staatliche Rechnung. Mit der 28. Mai 1874 in Ringe gegründeten Det Sydfyenske Jernbaneselskab (SFJ) wurde vereinbart, dass diese die Strecke vom Staat pachtet und jährlich einen Pachtbetrag an den Staat abführt.
Der Gleisbau begann 1880, die Arbeit ging zügig vorwärts. Ein Teil der Arbeit von SFJ durchgeführt. Da die einheimischen Arbeitskräfte nicht ausreichten, wurden Arbeiter aus Schweden mit dem Bau betraut. Es waren keine größeren Erdarbeiten notwendig und Anfang Mai 1881 wurden die von der Union Gießerei in Dortmund gelieferten Schienen verlegt. Die Bauzüge wurden mit der SFJ-Lokomotive Nr. 4 Sct Jørgen bespannt. Von Ringe ausgehend, wurde Faaborg am 21. September 1881 erreicht. Der Probebetrieb begann am 15. März 1882, die Einweihung erfolgte am 31. März 1882 und offiziell wurde der Bahnbetrieb am 1. April 1882 eröffnet.
Für die neue Strecke wurden auf staatliche Rechnung drei Lokomotiven, sieben Personenwagen und 32 Güterwagen gekauft. Diese Fahrzeuge wurden dem Fahrzeugpark von SJF zugeordnet und mit dem Eigentumskennzeichen RFB versehen.
Die Strecke hatte im Bahnhof Ringe ein eigenes Hauptgleis. Vor dem Lagerhaus wurde eine 30-Fuß-Drehscheibe und westlich davon ein Haus für das Personal gebaut. Hierzu kam ein zweiständiger Lokschuppen.
Ab Betriebsbeginn war die gesamte Strecke eingezäunt. So konnte die für die damalige Zeit hohe Geschwindigkeit von 75 km/h gefahren werden.

### Ringe–Nyborg Banen (RNB)
Die Gesellschaft Ringe–Nyborg Banen (RNB) erbaute den Streckenabschnitt zwischen Ringe und Nyborg.
Innenminister Hans Peter Ingerslev regte den Bau dieser Strecke bereits 1890 an, 1891 gab es einen formalen Vorschlag mit einer Eisenbahnstrecke mit einer Länge von 26,8 Kilometern. Mit dem Eisenbahngesetz vom 8. Mai 1894 wurde der Bau auf Kosten der Staatskasse beschlossen. Den Betrieb sollte SFJ durchführen und wie bei der Strecke Ringe–Faaborg wollte der Staat einen Betrag von drei Prozent der Baukosten für die Verpachtung erlösen. SFJ war nur bereit, zwei Prozent zu bezahlen und nach längeren Verhandlungen bekam SFJ eine Vereinbarung über den Betrieb zu ihren Bedingungen.
1896 begannen die Bauarbeiten und die Strecke wurde am 1. September 1897 fertiggestellt, da der ursprünglich angedachte Termin am 1. Mai 1897 wegen Problemen bei Erdarbeiten nicht gehalten werden konnte. Es verkehrten fünf Züge täglich in jede Richtung. Für die Strecke wurden zwei Lokomotiven und 27 Wagen, davon 20 Güterwagen beschafft. Eine Eröffnungsfeier fand nicht statt. Dies kann möglicherweise dem schweren Unfall in Gentofte mit 40 Todesopfern im Sommer zugeschrieben werden.
Die Bauabrechnung wurde 1902 erstellt. Bei einer Bausumme von 1.548.586 Kronen war eine Einsparung von 26.414 Kronen im Vergleich zur berechneten Summe zu verzeichnen.

## Nyborg–Ringe–Faaborg Banen
Nach der Eröffnung der Ringe–Nyborg Bane 1897 wurden die beiden Gesellschaften zur Nyborg–Ringe–Faaborg Banen vereinigt, die den Betrieb für die Gesamtstrecke organisierte. Die Konzession wurde an die am 28. Mai 1874 in Ringe gegründete Det Sydfyenske Jernbaneselskab (SFJ) übertragen.
Nach der Volksabstimmung in Schleswig 1920 wurde der Betrieb auf der Eisenbahnfährlinie Faaborg–Mommark 1922 aufgenommen. Damit bekam die Strecke eine überörtliche Bedeutung und wurde Teil einer nationalen Verbindung zwischen Sjælland und Sønderjylland. Es gab zudem Planungen, einen Schnellverkehr auf der Strecke mit einer direkten Verbindung nach Als über die Eisenbahnfährlinie einzurichten. Diese Idee wurde jedoch nicht weiter verfolgt. Die überörtliche Bedeutung der Strecke ging mit dem Bau der Lillebæltsbroen 1935 und der Möglichkeit, direkte Züge nach Sønderborg zu fahren, stark zurück.
Der Betrieb wurde von Det Sydfyenske Jernbaneselskab (SFJ) bis zum 1. April 1949 durchgeführt. An diesem Tag wurde das gesamte Netz der SFJ auf die Danske Statsbaner übertragen.

## Betrieb durch DSB
In den Anfangsjahren betrug die zulässige Achslast elf Tonnen. Bis 1960 baute DSB die Strecke mit Schienen mit einem Metergewicht zwischen 37 und 45 kg aus. Damit erhöhte sich die zulässige Achslast auf 16 bis 20 Tonnen.
Am 28. Februar 1961 entgleiste ein Güterzug auf dem Weg von Aarhus nach Nyborg in Ullerslev. Dadurch war die Bahnstrecke København–Fredericia komplett blockiert. In diesen Tagen wurde die Ringebane das erste und einzige Mal als alternativer Fahrweg für Fernzüge und internationale Expresszüge zwischen Odense und Nyborg benutzt. Als am 10. August 1967 in Marslev zwischen Odense und Nyborg zwei MA-Schnellzüge in der Nähe von Odense kollidierten und die Hauptstrecke wieder gesperrt war, konnte die Strecke nicht mehr verwendet werden, da sie zwischenzeitlich stillgelegt war.
In den letzten Betriebsjahren wurden die Personenzüge mit Triebwagen der Baureihen MP und MO gefahren, denen im Bedarfsfalle weitere Reisezugwagen beigestellt wurden.
Am 26. Mai 1962 fuhr der letzte Personenzug über die Gesamtstrecke, ab dem folgenden Montag wurden nur noch Güterwagen auf dem Abschnitt Ringe–Fåborg zugestellt. Die Beförderung erfolgte mit der in Fåborg stationierten Rangierlok. Gleichzeitig wurde die Strecke Sønderborg–Mommark færge stillgelegt sowie die Überführung von Schienenfahrzeugen mit der 1922 in Betrieb genommenen und 1945 an die DSB übergebenen Eisenbahnfähre eingestellt. Die Signale wurden 1962/63 außer Betrieb genommen und die nicht mehr benötigten Gleise und Gleisanschlüsse Ende der 1960er Jahre entfernt.
Der Güterverkehr Ringe–Faaborg wurde bis 1987 betrieben, zwischen Ringe und Korinth noch einige Jahre länger.

## Bahnhofsgebäude

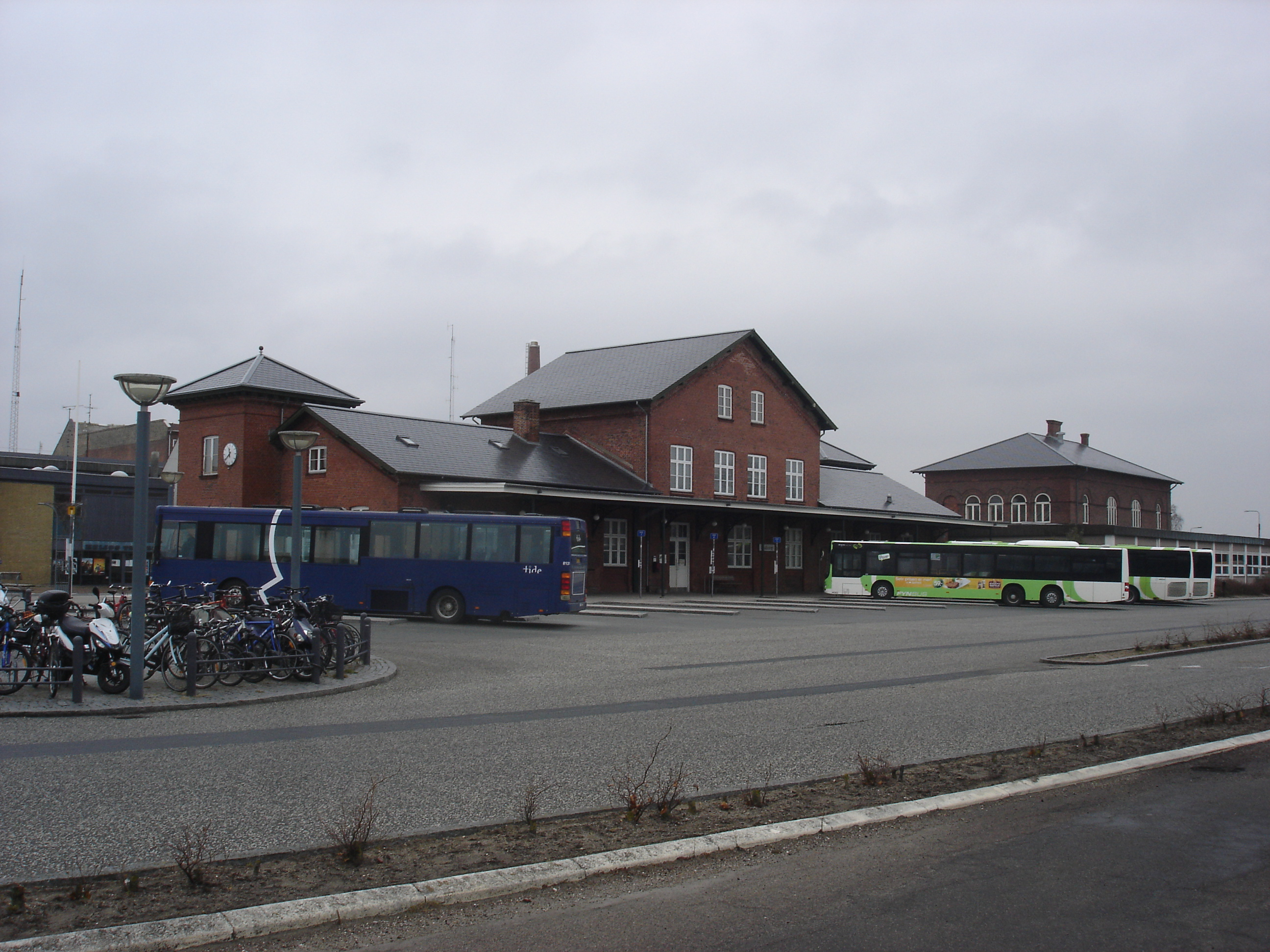
Bahnhof Faaborg, heute Busbahnhof

Alle Bahnhofsgebäude und Fahrkartenverkaufsstellen zwischen Ringe und Faaborg sind erhalten, das Gebäude in Grønderup ist jedoch in schlechtem Zustand. Die Gebäude in Faaborg, Ringe, Højrup, Korinth und Pejrup stammen von dem Architekten N.P.C. Holsøe. Dem Bahnhof von Faaborg liegen die Pläne von Aarhus Østbanegård zu Grunde, Holsøe wurde bereits fünf Jahre früher entworfen. In Korinth wurde ein großes Gebäude errichtet, um einen ansprechenden Wartesaal für die Gutsherren von Arreskov und Brahetrolleborg zu integrieren. In Espe war kein Gebäude vorgesehen, 1883 wurde in neun Wochen eine kleine Station in einfachem Stil gebaut und später mehrfach erweitert. Die Pläne des Bahnhofes Katterød wurde von Andreas Jensen wie die an der Svendborg–Faaborg banen liegenden Stationen gezeichnet.
Faaborg Kulturhistoriske Museer bestätigte im Frühjahr 2009 den kulturellen und historischen Wert der Bahnhöfe und reihte sie in die Liste der Gebäude mit hohem Erhaltungswert ein.
Die Bahnhöfe zwischen Nyborg und Ringe existieren ebenfalls noch, lediglich in Ørbæk wurde dieser 1968 abgerissen, um für das neue Rathaus der Ørbæk Kommune Platz zu schaffen.

## Syd Fyenske Veteranjernbane

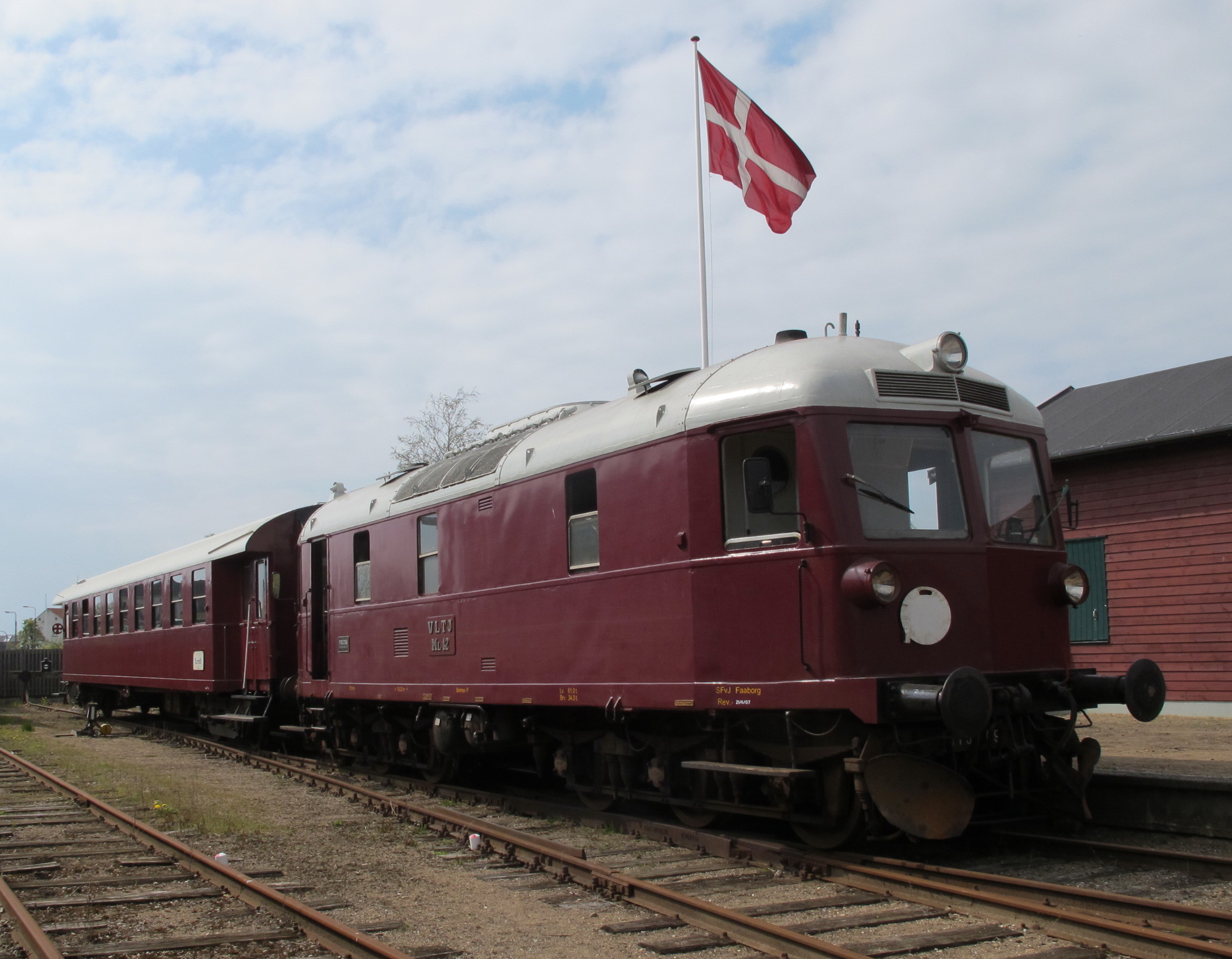
VLTJ ML12 (Faaborg)

Nach der Einstellung des Güterverkehrs auf dem Abschnitt Korinth–Faaborg durch die DSB wurde am 9. Januar 1988 die Syd Fyenske Veteranjernbane (SFvJ) mit Sitz in Faaborg gegründet. Der Streckenabschnitt wurde am 29. Juni 1991 von Fyns Amt erworben und der Museumsbahngesellschaft zur Nutzung zur Verfügung gestellt. Der offizielle Museumsbahnbetrieb wurde am 28. Mai 1992 aufgenommen.
Die Museumsbahn führte zu besonderen Anlässen Züge in andere Städte auf der Insel Fünen und in Jütland. Dieser Verkehr endete im März 2002, als die Strecke zwischen Ringe und Korinth nicht mehr sicher befahrbar war.
2009 hat die nach der dänischen Gebietsreform entstandene Faaborg-Midtfyn Kommune ein Sanierungsprojekt entwickelt, um bessere Bedingungen für den Museumsbahnbetrieb herzustellen. Dabei wurde die Umwandlung der Strecke Ringe–Korinth in einen Naturlehrpfad mit Wander- und Radweg beschlossen. 2011 wurden die Schienen entfernt. Der Weg wurde durch den Minister für Umwelt im September 2012 eröffnet.